# Пархоменко, Виктор Трофимович
Виктор Трофимович Пархоменко (25 октября 1937, Краматорский район, Сталинская область, Украинская ССР) — токарь-расточник Новокраматорского машиностроительного завода имени В. И. Ленина Министерства тяжёлого и транспортного машиностроения СССР, Донецкая область, Украинская ССР. Герой Социалистического Труда (1984).

## Биография
Родился в 1937 году в крестьянской семье в одном из населённых пунктов Краматорского района. После окончания местной сельской школы переехал к своей сестре в Краматорск, где в 1955 году закончил старшие классы средней школы. Затем трудился токарем на расточном стане в механическом цехе Новокраматорского машиностроительного завода, выпускавшим шахтное оборудование для угледобывающей промышленности.
Ежегодно показывал высокие трудовые результаты. В апреле 1984 года досрочно выполнил личное социалистическое обязательство и плановые задания Одиннадцатой пятилетки (1981—1985). Указом Президиума Верховного Совета СССР от 14 декабря 1984 года удостоен звания Героя Социалистического Труда за «досрочное выполнение производственных заданий одиннадцатой пятилетки, социалистических обязательств и проявленный трудовой героизм» с вручением ордена Ленина и золотой медали «Серп и Молот» (№ 20405).
После выхода на пенсию проживал в Краматорске.

## Награды
- Герой Социалистического Труда
- Орден Ленина
- Орден «Знак Почёта» (09.08.1966)
- Орден Трудового Красного Знамени (12.07.1977)
- Лауреат премии ВЦСПС имени Д. Д. Сидоровского.